# トランスポーター2
『トランスポーター2』（仏題：Le Transporteur 2, 英題：Transporter 2）は、2005年に公開されたフランス・アメリカ合作のカーアクション映画。製作・脚本はリュック・ベッソン、監督はルイ・レテリエ。
2002年の映画『トランスポーター』の続編。2008年には続編の『トランスポーター3 アンリミテッド』が公開された。

## あらすじ
アウディ・A8に乗り、時計はオフィチーネ・パネライ、常に濃色の背広を身に纏いネクタイを締めた冷静沈着な男、フランク・マーティン。彼はどんな依頼品でも確実に届けるプロの運び屋として数々の契約を遂行してきた。
彼は運び屋から足を洗う決意でコート・ダジュールからマイアミへやってきた。ある日フランクの噂を聞きつけた連邦麻薬対策委員長ジェファーソン・ビリングスから、休暇に入った正運転手が復帰するまでの間だけ、６歳の息子ジャックの通学等の送迎を頼まれる。
ある日、ジャックを連れて行った病院で先回りした麻薬カルテルの依頼を受けた国際テロリスト集団の「医師」と女テロリスト・ローラがいきなり発砲。危機一髪難を逃れて自宅に着いたが、その二人の元に脅迫電話がかかり「子どもの命が惜しければ指定した場所に連れてこい」という。脅迫を知らないで失踪した車を見た連邦警察にまで追われることになる。車の外では冷酷なローラが拳銃を構えていて、命令でたどり着いたのは彼らのアジトだった。ボスのジャンニは謎の薬品をジャックに注射する。ジャックの両親は錯乱状態で、父ジェファーソンはフランクが金目当てで誘拐したと疑う。
ジャックは両親の許へ無事戻ったが、正体不明の熱に襲われ、両親も咳が止まらなくなる。フランクがタルコニ警部の協力もあり、注射液の正体を調べ、究極の殺人ウイルスということが判明。彼らのアジトにある解毒剤を一つだけ手に入れ、ジャックに注射。父は大統領も参加するという麻薬撲滅サミットに出席する予定で、ジャンニは空気感染によって出席者と大統領を暗殺しようとしていた。会場で次々と倒れていく中、フランクは彼らのアジトに現れる。解毒剤をひとつだけの容器として体に入れたジャンニがヘリで逃走するが、フランクはランボルギーニ・ムルシエラゴ・ロードスターで追いかけ、離陸した飛行機に乗込む。

## 登場人物
フランク・マーティン
演 - ジェイソン・ステイサム
運び屋だったが足を洗った。しかし戦闘力と洞察力、常人離れしたカーテクニックは衰えていない。ジャックの送り迎えを端とすることでビリングス家と親交を深める。
ジャンニ
演 - アレッサンドロ・ガスマン
テロリストのボス。
ローラ
演 - ケイト・ノタ
女テロリスト。実働を担い、それに見合う戦闘力を持つ。躊躇なく無実の人間を殺害する極悪人。
オードリー・ビリングス
演 - アンバー・ヴァレッタローラ
ジャックの母親。フランクのことを信頼しており、息子の誘拐に関わっていると思いながらも冷静に通話で話しあった。
ジェファーソン・ビリングス
演 - マシュー・モディーン
ジャックの父親。連邦麻薬対策委員長。冷静な分析力を持ち、事件が起こりフランクが特殊部隊の出身と知った時に「ここは戦場ではない」「ここで戦闘を起こすな」と状況を判断して述べていた。
ジャック・ビリングス
演 - ハンター・クラリー
オードリーとジェファーソンの息子。誘拐される。
タルコニ
演 - フランソワ・ベルレアン
警部。フランクとの仲は変わらず良好。ディミトリの情報をフランクに提供した。
ステイプルトン
演 - キース・デイヴィッド
連邦執行人。2年で15件の誘拐事件に携わった。
ディミトリ
演 - ジェイソン・フレミング
テロリストの一人。ロシアのウィルス学者。シベリアの国立生物兵器研究所にいたこともある。

## キャスト
| 役名                       | 俳優                     | 日本語吹替 | 日本語吹替   |
| 役名                       | 俳優                     | ソフト版   | テレビ朝日版 |
| -------------------------- | ------------------------ | ---------- | ------------ |
| フランク・マーティン       | ジェイソン・ステイサム   | 山路和弘   | 井上和彦     |
| ジャンニ                   | アレッサンドロ・ガスマン | 小杉十郎太 | 中田譲治     |
| ローラ                     | ケイト・ノタ             | 朴璐美     | 弓場沙織     |
| オードリー・ビリングス     | アンバー・ヴァレッタ     | 岡寛恵     | 坪井木の実   |
| ジェファーソン・ビリングス | マシュー・モディーン     | 宮本充     | 森田順平     |
| ジャック・ビリングス       | ハンター・クラリー       | 杉本征哉   | 小林由美子   |
| タルコニ警部               | フランソワ・ベルレアン   | 小島敏彦   | 矢田耕司     |
| ステイプルトン             | キース・デイヴィッド     | 手塚秀彰   | 水野龍司     |
| ディミトリ                 | ジェイソン・フレミング   | いずみ尚   | 斎藤志郎     |
| マックス                   | シャノン・ブリッグス     | 朝倉栄介   | 乃村健次     |

- テレビ朝日版：初回放送2007年9月30日『日曜洋画劇場』 21:00-22:54

## スタッフ
- 製作・脚本：リュック・ベッソン
- 監督：ルイ・レテリエ
- 格闘振付：シリル・ラファエリ

## 続編の経緯
当初、前作は続編が作られるほどのヒット作ではなかったが、DVDが大ヒットしたことで続編の制作が決定した（『SHOWBIZ COUNTDOWN』にて）。リュック・ベッソン製作・脚本作としては初の全米初登場第1位を獲得した。